# IDM-Saison 2015

Logo der Internationalen Deutschen Motorradmeisterschaft.

Bei der Internationalen Deutschen Motorradmeisterschaft 2015 wurden Titel in den Klassen IDM Superbike, IDM Superstock 1000, IDM Supersport, IDM SuperNaked, IDM Moto3 GP, IDM Moto3 Standard und IDM Sidecar vergeben.
Mit einem Jahr Pause wurde in dieser Saison die Klasse Moto3 wieder ausgetragen. Sie war in Moto3 GP und Moto3 Standard unterteilt, zusammen gefahren, aber getrennt gewertet.
Außerdem neu in dieser Saison war die Klasse SuperNaked, die bei den Supersportlern mitfuhr und ebenfalls getrennt gewertet wurde.
In den Klassen Superbike / Superstock wurden 16 Rennen und 15 Rennen bei Supersport / SuperNaked ausgetragen. Bei den Gespannen wurden neun Rennen und in den Klassen Moto3 GP / Standard acht Rennen gefahren.

## Punkteverteilung
Meister wurde derjenige Fahrer beziehungsweise der Hersteller, der bis zum Saisonende die meisten Punkte erzielt hatte. Bei der Punkteverteilung wurden die Platzierungen im Gesamtergebnis des jeweiligen Rennens berücksichtigt. Die fünfzehn erstplatzierten Fahrer jedes Rennens erhielten Punkte nach folgendem Schema:
| Punkteverteilung | Punkteverteilung | Punkteverteilung | Punkteverteilung | Punkteverteilung | Punkteverteilung | Punkteverteilung | Punkteverteilung | Punkteverteilung | Punkteverteilung | Punkteverteilung | Punkteverteilung | Punkteverteilung | Punkteverteilung | Punkteverteilung | Punkteverteilung |
| ---------------- | ---------------- | ---------------- | ---------------- | ---------------- | ---------------- | ---------------- | ---------------- | ---------------- | ---------------- | ---------------- | ---------------- | ---------------- | ---------------- | ---------------- | ---------------- |
| Platz            | 1                | 2                | 3                | 4                | 5                | 6                | 7                | 8                | 9                | 10               | 11               | 12               | 13               | 14               | 15               |
| Punkte           | 25               | 20               | 16               | 13               | 11               | 10               | 9                | 8                | 7                | 6                | 5                | 4                | 3                | 2                | 1                |

In die Wertung kamen alle erzielten Punkte.
Im Sprintrennen der Gespanne wurde folgende Punktewertung verwendet:
| Platz  | 1  | 2  | 3 | 4 | 5 | 6 | 7 | 8 | 9 | 10 |
| Punkte | 13 | 10 | 8 | 7 | 6 | 5 | 4 | 3 | 2 | 1  |

In die Wertung kamen alle erzielten Punkte.

## Superbike

### Rennergebnisse
|   | Datum  | Strecke              | Pole-Position       | Lauf | Platz 1             | Platz 2             | Platz 3         | Schn. Rennrunde     |
| - | ------ | -------------------- | ------------------- | ---- | ------------------- | ------------------- | --------------- | ------------------- |
| 1 | 03.05. | EuroSpeedway Lausitz | Max Neukirchner     | 1    | Markus Reiterberger | Max Neukirchner     | Javier Forés    | Markus Reiterberger |
| 1 | 03.05. | EuroSpeedway Lausitz | Max Neukirchner     | 2    | Markus Reiterberger | Max Neukirchner     | Javier Forés    | Markus Reiterberger |
| 2 | 17.05. | Circuit Zolder       | Damian Cudlin       | 1    | Markus Reiterberger | Javier Forés        | Max Neukirchner | Markus Reiterberger |
| 2 | 17.05. | Circuit Zolder       | Damian Cudlin       | 2    | Markus Reiterberger | Lorenzo Lanzi       | Javier Forés    | Markus Reiterberger |
| 3 | 31.05. | EuroSpeedway Lausitz | Markus Reiterberger | 1    | Max Neukirchner     | Markus Reiterberger | Javier Forés    | Max Neukirchner     |
| 3 | 31.05. | EuroSpeedway Lausitz | Markus Reiterberger | 2    | Markus Reiterberger | Max Neukirchner     | Javier Forés    | Markus Reiterberger |
| 4 | 14.06. | Nürburgring          | Markus Reiterberger | 1    | Markus Reiterberger | Javier Forés        | Lorenzo Lanzi   | Markus Reiterberger |
| 4 | 14.06. | Nürburgring          | Markus Reiterberger | 2    | Markus Reiterberger | Javier Forés        | Lorenzo Lanzi   | Markus Reiterberger |
| 5 | 05.07. | Hungaroring          | Javier Forés        | 1    | Markus Reiterberger | Javier Forés        | Lorenzo Lanzi   | Markus Reiterberger |
| 5 | 05.07. | Hungaroring          | Javier Forés        | 2    | Javier Forés        | Markus Reiterberger | Bastien Mackels | Javier Forés        |
| 6 | 02.08. | Schleizer Dreieck    | Markus Reiterberger | 1    | Javier Forés        | Markus Reiterberger | Lorenzo Lanzi   | Markus Reiterberger |
| 6 | 02.08. | Schleizer Dreieck    | Markus Reiterberger | 2    | Markus Reiterberger | Javier Forés        | Lorenzo Lanzi   | Markus Reiterberger |
| 7 | 09.08. | Assen                | Markus Reiterberger | 1    | Markus Reiterberger | Lorenzo Lanzi       | Josh Brookes    | Markus Reiterberger |
| 7 | 09.08. | Assen                | Markus Reiterberger | 2    | Markus Reiterberger | Lorenzo Lanzi       | Javier Forés    | Josh Brookes        |
| 8 | 27.09. | Hockenheimring       | Markus Reiterberger | 1    | Markus Reiterberger | Javier Forés        | Max Neukirchner | Markus Reiterberger |
| 8 | 27.09. | Hockenheimring       | Markus Reiterberger | 2    | Javier Forés        | Markus Reiterberger | Max Neukirchner | Max Neukirchner     |

### Fahrerwertung
| 1  | Markus Reiterberger | BMW S 1000 RR                | Van Zon Remeha BMW                               | 380 |
| 2  | Javier Forés        | Ducati 1199 Panigale         | 3C - Racing Team                                 | 304 |
| 3  | Lorenzo Lanzi       | Ducati 1199 Panigale         | 3C - Racing Team                                 | 216 |
| 4  | Matěj Smrž          | BMW HP4                      | Wilbers-BMW-Racing                               | 140 |
| 5  | Jan Halbich         | Honda CBR 1000 RR            | Holzhauer Racing Promotion                       | 138 |
| 6  | Max Neukirchner     | Yamaha YZF-R1                | Team Yamaha MGM                                  | 133 |
| 7  | Luca Grünwald       | Kawasaki ZX-10R              | Weber-Diener Racing Team                         | 86  |
| 8  | Damian Cudlin       | Yamaha YZF-R1                | Team Yamaha MGM                                  | 70  |
| 9  | Gareth Jones        | Kawasaki ZX-10R bzw. BMW HP4 | Weber-Diener Racing Team bzw. Wilbers-BMW-Racing | 63  |
| 10 | Bastien Mackels     | BMW S 1000 RR                | Van Zon Remeha BMW                               | 61  |
| 11 | Erwan Nigon         | Suzuki GSX-R 1000            | HPC-Power Suzuki Racing Team                     | 49  |
| 12 | Vittorio Iannuzzo   | Suzuki GSX-R 1000            | HPC-Power Suzuki Racing Team                     | 32  |
| 13 | Josh Brookes        | Yamaha YZF-R1                | Team Yamaha MGM                                  | 29  |
| 14 | Cameron Beaubier    | Yamaha YZF-R1                | Team Yamaha MGM                                  | 13  |
| 15 | Kevin Coghlan       | Yamaha YZF-R1                | Team Yamaha MGM                                  | 11  |

### Konstrukteurswertung
| 1 | BMW      | 512 |
| 2 | Ducati   | 495 |
| 3 | Yamaha   | 242 |
| 4 | Kawasaki | 135 |
| 5 | Honda    | 131 |
| 6 | Suzuki   | 76  |

## Superstock 1000

### Rennergebnisse
|   | Datum  | Strecke              | Pole-Position       | Lauf | Platz 1         | Platz 2         | Platz 3             | Schn. Rennrunde     |
| - | ------ | -------------------- | ------------------- | ---- | --------------- | --------------- | ------------------- | ------------------- |
| 1 | 03.05. | EuroSpeedway Lausitz | Max Neukirchner     | 1    | Lukas Trautmann | Mathieu Gines   | Marvin Fritz        | Mathieu Gines       |
| 1 | 03.05. | EuroSpeedway Lausitz | Max Neukirchner     | 2    | Roman Stamm     | Mathieu Gines   | Danny de Boer       | Roman Stamm         |
| 2 | 17.05. | Circuit Zolder       | Damian Cudlin       | 1    | Mathieu Gines   | Lukas Trautmann | Roman Stamm         | Mathieu Gines       |
| 2 | 17.05. | Circuit Zolder       | Damian Cudlin       | 2    | Mathieu Gines   | Dominik Vincon  | Roman Stamm         | Mathieu Gines       |
| 3 | 31.05. | EuroSpeedway Lausitz | Markus Reiterberger | 1    | Mathieu Gines   | Roman Stamm     | Lukas Trautmann     | Roman Stamm         |
| 3 | 31.05. | EuroSpeedway Lausitz | Markus Reiterberger | 2    | Mathieu Gines   | Roman Stamm     | Lucy Glöckner       | Mathieu Gines       |
| 4 | 14.06. | Nürburgring          | Markus Reiterberger | 1    | Marvin Fritz    | Roman Stamm     | Pepijn Bijsterbosch | Mathieu Gines       |
| 4 | 14.06. | Nürburgring          | Markus Reiterberger | 2    | Mathieu Gines   | Dominik Vincon  | Roman Stamm         | Mathieu Gines       |
| 5 | 05.07. | Hungaroring          | Javier Forés        | 1    | Mathieu Gines   | Roman Stamm     | Lukas Trautmann     | Michal Filla        |
| 5 | 05.07. | Hungaroring          | Javier Forés        | 2    | Marvin Fritz    | Roman Stamm     | Mathieu Gines       | Stefan Kerschbaumer |
| 6 | 02.08. | Schleizer Dreieck    | Markus Reiterberger | 1    | Ondřej Ježek    | Marc Moser      | Lukas Trautmann     | Ondřej Ježek        |
| 6 | 02.08. | Schleizer Dreieck    | Markus Reiterberger | 2    | Ondřej Ježek    | Lukas Trautmann | Roman Stamm         | Ondřej Ježek        |
| 7 | 09.08. | Assen                | Markus Reiterberger | 1    | Mathieu Gines   | Danny de Boer   | Lukas Trautmann     | Lukas Trautmann     |
| 7 | 09.08. | Assen                | Markus Reiterberger | 2    | Lukas Trautmann | Marvin Fritz    | Vincent Lonbois     | Vincent Lonbois     |
| 8 | 27.09. | Hockenheimring       | Markus Reiterberger | 1    | Mathieu Gines   | Marvin Fritz    | Roman Stamm         | Marvin Fritz        |
| 8 | 27.09. | Hockenheimring       | Markus Reiterberger | 2    | Mathieu Gines   | Marvin Fritz    | Ondřej Ježek        | Marvin Fritz        |

### Fahrerwertung
| 1  | Mathieu Gines       | Yamaha YZF-R1   | Langenscheidt Racing by Fast Bike Service | 318 |
| 2  | Roman Stamm         | Kawasaki ZX-10R | Kawasaki Schnock Team Motorex             | 260 |
| 3  | Lukas Trautmann     | Yamaha YZF-R1   | Freudenberg Racing Team                   | 226 |
| 4  | Marvin Fritz        | Yamaha YZF-R1   | Bayer-Bikerbox Racing                     | 220 |
| 5  | Stefan Kerschbaumer | Yamaha YZF-R1   | Leitwolf.cc Racing                        | 149 |
| 6  | Danny de Boer       | Yamaha YZF-R1   | Team SWPN                                 | 148 |
| 7  | Pepijn Bijsterbosch | BMW S 1000 RR   | Van Zon Remeha BMW                        | 146 |
| 8  | Chris Burri         | Kawasaki ZX-10R | Kawasaki Schnock Team Motorex             | 131 |
| 9  | Dominik Vincon      | BMW S 1000 RR   | BMW Stilgenbauer                          | 117 |
| 10 | Michal Filla        | BMW S 1000 RR   | BMW Sikora Motorsport                     | 94  |
| 11 | Lucy Glöckner       | BMW HP4         | Wilbers-BMW-Racing Team                   | 81  |
| 12 | Marc Neumann        | BMW S 1000 RR   | Weber-Diener Racing Team                  | 63  |
| 13 | Max Fritsch         | Kawasaki ZX-10R | Weber-Diener Racing Team                  | 58  |
| 14 | Ireneusz Sikora     | BMW S 1000 RR   | BMW Sikora Motorsport                     | 56  |

| 15 | Ville Valtonen     | Kawasaki ZX-10R      | Kawasaki Schnock Team Motorex | 56 |
| 16 | Johannes Hoffmann  | BMW S 1000 RR        | Comedy Central Racing Team    | 24 |
| 17 | Vincent Lonbois    | BMW S 1000 RR        | Van Zon Remeha BMW            | 16 |
| 18 | Andrzej Pawelec    | BMW S 1000 RR        | BMW Sikora Motorsport         | 13 |
| 19 | Mark Albrecht      | BMW S 1000 RR        | Comedy Central Racing Team    | 9  |
| 20 | Thomas Hainthaler  | BMW S 1000 RR        | LSG-Racing                    | 9  |
| 21 | Florian Hülser     | BMW S 1000 RR        | Moto Meile Team               | 9  |
| 22 | Philipp Gengelbach | BMW S 1000 RR        |                               | 8  |
| 23 | Chris Schmid       | BMW S 1000 RR        | Weber-Diener Racing Team      | 5  |
| 24 | Johannes Kanzler   | BMW S 1000 RR        | Weber-Diener Racing Team      | 4  |
| 25 | Simon Tirsgaard    | BMW S 1000 RR        | Team Xpedit                   | 3  |
| 26 | Felix Bauer        | Honda CBR 1000 RR    | Honda Team Moto Bauer         | 1  |
| 27 | Frank Häfner       | Ducati 1199 Panigale | HMS Performance               | 1  |

## Supersport

### Wissenswertes
Jan Bühn sicherte sich mit Punktegleichstand, der gleichen Anzahl an Siegen, aber mehr zweiten Plätzen den Meistertitel im letzten Rennen, vor dem bis dahin führenden in der Meisterschaft, Tatu Lauslehto.

### Rennergebnisse
|   | Datum  | Strecke              | Pole-Position        | Lauf | Platz 1              | Platz 2              | Platz 3          | Schn. Rennrunde    |
| - | ------ | -------------------- | -------------------- | ---- | -------------------- | -------------------- | ---------------- | ------------------ |
| 1 | 03.05. | EuroSpeedway Lausitz | Tatu Lauslehto       | 1    | Jan Bühn             | Tatu Lauslehto       | Christian Stange | Tatu Lauslehto     |
| 1 | 03.05. | EuroSpeedway Lausitz | Tatu Lauslehto       | 2    | Tatu Lauslehto       | Christian von Gunten | Sarah Heide      | Tatu Lauslehto     |
| 2 | 17.05. | Circuit Zolder       | Christian Stange     | 1    | Jan Bühn             | Christian Stange     | Tatu Lauslehto   | Christian Stange   |
| 2 | 17.05. | Circuit Zolder       | Christian Stange     | 2    | Tatu Lauslehto       | Christian Stange     | Jan Bühn         | Christian Stange   |
| 3 | 31.05. | EuroSpeedway Lausitz | Christian von Gunten | 1    | Christian Stange     | Konstantyn Pisarev   | Jan Bühn         | Konstantyn Pisarev |
| 3 | 31.05. | EuroSpeedway Lausitz | Christian von Gunten | 2    | Christian von Gunten | Jasha Huber          | Tatu Lauslehto   | Tatu Lauslehto     |
| 4 | 14.06. | Nürburgring          | Jan Bühn             | 1    | Christian Stange     | Jan Bühn             | Jasha Huber      | Jan Bühn           |
| 4 | 14.06. | Nürburgring          | Jan Bühn             | 2    | Tatu Lauslehto       | Jasha Huber          | Jan Bühn         | Tatu Lauslehto     |
| 5 | 05.07. | Hungaroring          | Jan Bühn             | 1    | Jan Bühn             | Tatu Lauslehto       | Jasha Huber      | Jan Bühn           |
| 5 | 05.07. | Hungaroring          | Jan Bühn             | 2    | Tatu Lauslehto       | Konstantyn Pisarev   | Christian Stange | Jan Bühn           |
| 6 | 02.08. | Schleizer Dreieck    | Jan Bühn             | 1    | Jan Bühn             | Marco Nekvasil       | Tatu Lauslehto   | Marco Nekvasil     |
| 6 | 02.08. | Schleizer Dreieck    | Jan Bühn             | 2    | Marco Nekvasil       | Jan Bühn             | Julian Puffe     | Marco Nekvasil     |
| 7 | 09.08. | Assen                | Rob Hartog           | 1    | Rob Hartog           | Marco Nekvasil       | Jan Bühn         | Rob Hartog         |
| 8 | 27.09. | Hockenheimring       | Kevin Wahr           | 1    | Kevin Wahr           | Dominic Schmitter    | Marco Nekvasil   | Kevin Wahr         |
| 8 | 27.09. | Hockenheimring       | Kevin Wahr           | 2    | Kevin Wahr           | Marco Nekvasil       | Bryan Schouten   | Dominic Schmitter  |

### Fahrerwertung
| 1  | Jan Bühn             | Yamaha YZF-R6    | Räth-Romero Yamaha            | 275 |
| 2  | Tatu Lauslehto       | Suzuki GSX-R 600 | Team Suzuki Stoneline-Mayer   | 275 |
| 3  | Christian Stange     | Suzuki GSX-R 600 | HPC-Power Suzuki Racing Team  | 206 |
| 4  | Jasha Huber          | Kawasaki ZX-6R   | Kawasaki Schnock Team Motorex | 175 |
| 5  | Christian von Gunten | Kawasaki ZX-6R   | Kawasaki Schnock Team Motorex | 154 |
| 6  | Sarah Heide          | Suzuki GSX-R 600 | Team Suzuki Laux ADAC Sachsen | 145 |
| 7  | Stefan Ströhlein     | Suzuki GSX-R 600 | Team Suzuki Laux - Oppermann  | 128 |
| 8  | Frank Brouwer        | Yamaha YZF-R6    |                               | 122 |
| 9  | Marco Nekvasil       | Kawasaki ZX-6R   | LSG Racing                    | 120 |
| 10 | Rafael Neuner        | Kawasaki ZX-6R   | LSG Racing                    | 108 |
| 11 | Steven Tirsgaard     | Kawasaki ZX-6R   | Team Xpedit                   | 7   |

### Konstrukteurswertung
| 1 | Suzuki   | 502 |
| 2 | Kawasaki | 443 |
| 3 | Yamaha   | 418 |

## SuperNaked

### Rennergebnisse
|   | Datum  | Strecke              | Pole-Position        | Lauf | Platz 1          | Platz 2        | Platz 3       | Schn. Rennrunde |
| - | ------ | -------------------- | -------------------- | ---- | ---------------- | -------------- | ------------- | --------------- |
| 1 | 03.05. | EuroSpeedway Lausitz | Tatu Lauslehto       | 1    | Michael Galinski | Kjel Karthin   | Udo Reichmann | Kjel Karthin    |
| 1 | 03.05. | EuroSpeedway Lausitz | Tatu Lauslehto       | 2    | Kjel Karthin     | Frank Behrje   | –             | Kjel Karthin    |
| 2 | 17.05. | Circuit Zolder       | Christian Stange     | 1    | Kjel Karthin     | Udo Reichmann  | –             | Kjel Karthin    |
| 2 | 17.05. | Circuit Zolder       | Christian Stange     | 2    | Kjel Karthin     | Udo Reichmann  | –             | Kjel Karthin    |
| 3 | 31.05. | EuroSpeedway Lausitz | Christian von Gunten | 1    | Kjel Karthin     | Udo Reichmann  | Frank Behrje  | Kjel Karthin    |
| 3 | 31.05. | EuroSpeedway Lausitz | Christian von Gunten | 2    | Kjel Karthin     | Udo Reichmann  | Frank Behrje  | Udo Reichmann   |
| 4 | 14.06. | Nürburgring          | Jan Bühn             | 1    | Michael Galinski | Frank Behrje   | Kjel Karthin  | Kjel Karthin    |
| 4 | 14.06. | Nürburgring          | Jan Bühn             | 2    | Michael Galinski | Kjel Karthin   | Frank Behrje  | Kjel Karthin    |
| 5 | 05.07. | Hungaroring          | Jan Bühn             | 1    | Udo Reichmann    | –              | –             | Udo Reichmann   |
| 5 | 05.07. | Hungaroring          | Jan Bühn             | 2    | Udo Reichmann    | –              | –             | Udo Reichmann   |
| 6 | 02.08. | Schleizer Dreieck    | Jan Bühn             | 1    | Udo Reichmann    | Kjel Karthin   | Ralf Waldmann | Udo Reichmann   |
| 6 | 02.08. | Schleizer Dreieck    | Jan Bühn             | 2    | Kjel Karthin     | Udo Reichmann  | –             | Udo Reichmann   |
| 7 | 09.08. | Assen                | Rob Hartog           | 1    | Kjel Karthin     | Julian Neumann | –             | Kjel Karthin    |
| 8 | 27.09. | Hockenheimring       | Kevin Wahr           | 1    | Kjel Karthin     | Ralf Waldmann  | –             | Kjel Karthin    |
| 8 | 27.09. | Hockenheimring       | Kevin Wahr           | 2    | Ralf Waldmann    | Kjel Karthin   | –             | Ralf Waldmann   |

### Fahrerwertung
| 1 | Kjiel Karthin    | Suzuki GSR 750 | Team KARTHIN MSB Suzuki | 296 |
| 2 | Udo Reichmann    | Yamaha MT-09   | Völpker NRT48           | 191 |
| 3 | Frank Behrje     | Yamaha MT-09   |                         | 101 |
| 4 | Michael Galinski | Yamaha MT-09   | Team Yamaha MGM         | 75  |
| 5 | Julian Neumann   | Kawasaki Z800  |                         | 20  |

## Moto3 GP

### Wissenswertes
Da nach dem vorletzten Lauf in Oschersleben die Platzierungen in der Meisterschaft feststanden hatten sich die Fahrer darauf geeinigt beim letzten Lauf nicht an den Start zu gehen.

### Rennergebnisse
|   | Datum  | Strecke              | Pole-Position | Lauf | Platz 1            | Platz 2       | Platz 3       | Schn. Rennrunde    |
| - | ------ | -------------------- | ------------- | ---- | ------------------ | ------------- | ------------- | ------------------ |
| 1 | 03.05. | EuroSpeedway Lausitz | Jonas Geitner | 1    | Jonas Geitner      | Sander Kroeze | –             | Ernst Dubbink      |
| 2 | 14.06. | Nürburgring          | Ernst Dubbink | 1    | Jonas Geitner      | Ernst Dubbink | –             | Jonas Geitner      |
| 3 | 05.07. | Hungaroring          | Jonas Geitner | 1    | Jonas Geitner      | Martin Gbelec | –             | Jonas Geitner      |
| 4 | 12.07. | Sachsenring          | Ernst Dubbink | 1    | Jonas Geitner      | Ernst Dubbink | Kevin Orgis   | Jonas Geitner      |
| 5 | 02.08. | Schleizer Dreieck    | Jonas Geitner | 1    | Jonas Geitner      | Ernst Dubbink | Martin Gbelec | Jonas Geitner      |
| 6 | 09.08. | Assen                | Jonas Geitner | 1    | Ernst Dubbink      | Jonas Geitner | Martin Gbelec | Ernst Dubbink      |
| 7 | 23.08. | Oschersleben         | Tim Georgi    | 1    | Thomas van Leeuwen | Ernst Dubbink | Sander Kroeze | Thomas van Leeuwen |
| 8 | 27.09. | Hockenheimring       | –             | 1    | –                  | –             | –             | –                  |

### Fahrerwertung
| 1 | Jonas Geitner | KTM RC 250R    | Freudenberg Racing Team   | 145 |
| 2 | Ernst Dubbink | Honda NSF 250R | Ernst Dubbink Racing Team | 110 |
| 3 | Sander Kroeze | Honda NSF 250R | Young Racing Tech         | 69  |
| 4 | Martin Gbelec | Ariane 3       | Ariane Racing Factory     | 52  |

## Moto3Standard

### Rennergebnisse
|   | Datum  | Strecke              | Pole-Position  | Lauf | Platz 1        | Platz 2         | Platz 3         | Schn. Rennrunde |
| - | ------ | -------------------- | -------------- | ---- | -------------- | --------------- | --------------- | --------------- |
| 1 | 03.05. | EuroSpeedway Lausitz | Jonas Geitner  | 1    | Tim Georgi     | Mathias Meggle  | Philipp Freitag | Tim Georgi      |
| 2 | 14.06. | Nürburgring          | Ernst Dubbink  | 1    | Walid Soppe    | Tim Georgi      | Mathias Meggle  | Walid Soppe     |
| 3 | 05.07. | Hungaroring          | Jonas Geitner  | 1    | Tim Georgi     | Mathias Meggle  | Philipp Freitag | Mathias Meggle  |
| 4 | 12.07. | Sachsenring          | Ernst Dubbink  | 1    | Tim Georgi     | Philipp Freitag | Mathias Meggle  | Tim Georgi      |
| 5 | 02.08. | Schleizer Dreieck    | Jonas Geitner  | 1    | Mathias Meggle | Philipp Freitag | Tim Georgi      | Walid Soppe     |
| 6 | 09.08. | Assen                | Jonas Geitner  | 1    | Walid Soppe    | Tim Georgi      | Philipp Freitag | Tim Georgi      |
| 7 | 23.08. | Oschersleben         | Tim Georgi     | 1    | Tim Georgi     | Mathias Meggle  | Walid Soppe     | Tim Georgi      |
| 8 | 27.09. | Hockenheimring       | Mathias Meggle | 1    | Mathias Meggle | Philipp Freitag | Sven Grevnik    | Mathias Meggle  |

### Fahrerwertung
| 1  | Tim Georgi           | Honda NSF 250R | Freudenberg Racing Team             | 156 |
| 2  | Matthias Meggle      | Honda NSF 250R | Freudenberg Racing Team             | 155 |
| 3  | Philipp Freitag      | Honda NSF 250R | F. Koch Rennsport & Hannes Allwardt | 134 |
| 4  | Walid Soppe          | Honda NSF 250R | eveno Racing                        | 79  |
| 5  | Johanna Innerfors    | Honda NSF 250R | KOAN event Racing                   | 69  |
| 6  | Anna Adbring         | Honda NSF 250R | KOAN event Racing                   | 64  |
| 7  | Simon Jespersen      | Honda NSF 250R |                                     | 57  |
| 8  | Sven Grevnik         | Honda NSF 250R |                                     | 47  |
| 9  | Jessica Langstädtler | Honda NSF 250R |                                     | 47  |
| 10 | Leon Czichos         | Honda NSF 250R |                                     | 37  |
| 11 | Stefanie Menzel      | Honda NSF 250R |                                     | 7   |

## Gespanne

### Rennergebnisse
|   | Datum  | Strecke              | Pole-Position                 | Lauf | Platz 1                           | Platz 2                           | Platz 3                            | Schn. Rennrunde                   |
| - | ------ | -------------------- | ----------------------------- | ---- | --------------------------------- | --------------------------------- | ---------------------------------- | --------------------------------- |
| 1 | 03.05. | EuroSpeedway Lausitz | André Kretzer / Jens Lehnertz | 1    | Uwe Gürck / Manfred Wechselberger | Mike Roscher / Anna Burkard       | Josef Sattler / Johann Hölzwimmer  | André Kretzer / Jens Lehnertz     |
| 2 | 17.05. | Circuit Zolder       | Bennie Streuer / Geert Koerts | 1    | André Kretzer / Jens Lehnertz     | Uwe Gürck / Manfred Wechselberger | Bennie Streuer / Geert Koerts      | Uwe Gürck / Manfred Wechselberger |
| 3 | 14.06. | Nürburgring          | André Kretzer / Jens Lehnertz | 1    | André Kretzer / Jens Lehnertz     | Uwe Gürck / Manfred Wechselberger | Mike Roscher / Anna Burkard        | André Kretzer / Jens Lehnertz     |
| 4 | 05.07. | Hungaroring          | Josef Sattler / Uwe Neubert   | 1    | Josef Sattler / Uwe Neubert       | Uwe Gürck / Manfred Wechselberger | Mike Roscher / Anna Burkard        | Uwe Gürck / Manfred Wechselberger |
| 4 | 05.07. | Hungaroring          | Josef Sattler / Uwe Neubert   | 2    | Uwe Gürck / Manfred Wechselberger | André Kretzer / Jens Lehnertz     | Mike Roscher / Anna Burkard        | André Kretzer / Jens Lehnertz     |
| 5 | 02.08. | Schleizer Dreieck    | Josef Sattler / Uwe Neubert   | 1    | Josef Sattler / Uwe Neubert       | Uwe Gürck / Manfred Wechselberger | Andreas Nussbaum / Michael Prudlik | Josef Sattler / Uwe Neubert       |
| 6 | 09.08. | Assen                | Bennie Streuer / Geert Koerts | 1    | Josef Sattler / Uwe Neubert       | Mike Roscher / Anna Burkard       | Uwe Gürck / Manfred Wechselberger  | Uwe Gürck / Manfred Wechselberger |
| 6 | 09.08. | Assen                | Bennie Streuer / Geert Koerts | 2    | Uwe Gürck / Manfred Wechselberger | Mike Roscher / Anna Burkard       | Jakob Rutz / Thomas Hofer          | Josef Sattler / Uwe Neubert       |
| 7 | 27.09. | Hockenheimring       | André Kretzer / Jens Lehnertz | 1    | Uwe Gürck / Manfred Wechselberger | Josef Sattler / Uwe Neubert       | Mike Roscher / Anna Burkard        | Uwe Gürck / Manfred Wechselberger |

### Fahrerwertung
| 1  | Uwe Gürck         | Manfred Wechselberger               | LCR-BMW    | Polizeisportverein Wels     | 188   |
| 2  | Josef Sattler     | Johann Hölzlwimmer bzw. Uwe Neubert | LCR-Suzuki | Sattler Motorsport          | 127,5 |
| 3  | Mike Roscher      | Anna Burkard                        | LCR-F1     |                             | 124   |
| 4  | André Kretzer     | Jens Lehnertz                       | LCR-F1     | MSC Freier Grund e. V. ADAC | 96    |
| 5  | Andreas Nussbaum  | Michael Prudlik                     | LCR-Suzuki |                             | 87,5  |
| 6  | Jakob Rutz        | Thomas Hofer                        | LCR-Yamaha | Sidecar-Racing-Team Rutz    | 79,5  |
| 7  | Bernhard Pichler  | Mario Pichler                       | RSR-Suzuki | Polizeisportverein Wels     | 77    |
| 8  | Peter Schröder    | Denise Werth                        | LCR-F1     |                             | 68,5  |
| 9  | Christian Ruppert | Ueli Wäfler                         | LCR-Yamaha |                             | 67    |
| 10 | Tassilo Gall      | Aron Strack                         | LCR-F1     |                             | 57,5  |
| 11 | Peter Kaspar      | Marcel Fries                        | LCR-Suzuki | Chäpu's Racing Team         | 52,5  |
| 12 | Peter Gierlinger  | Roman Gröbner                       | RSR-Suzuki | HPG Racing                  | 33    |
| 13 | Helmut Lingen     | Johann Hölzlwimmer bzw. Björn Bosch | LCR-F1     |                             | 28    |

## Rahmenrennen
- Im Rahmen der Internationalen Deutschen Motorradmeisterschaft 2015 fanden acht Rennen zum Yamaha R6-Dunlop Cup, fünf Rennen zum ADAC Junior Cup und sieben Läufe zur Suzuki GSX-R 750 Challenge statt.